# Münzenberg 31 (Quedlinburg)

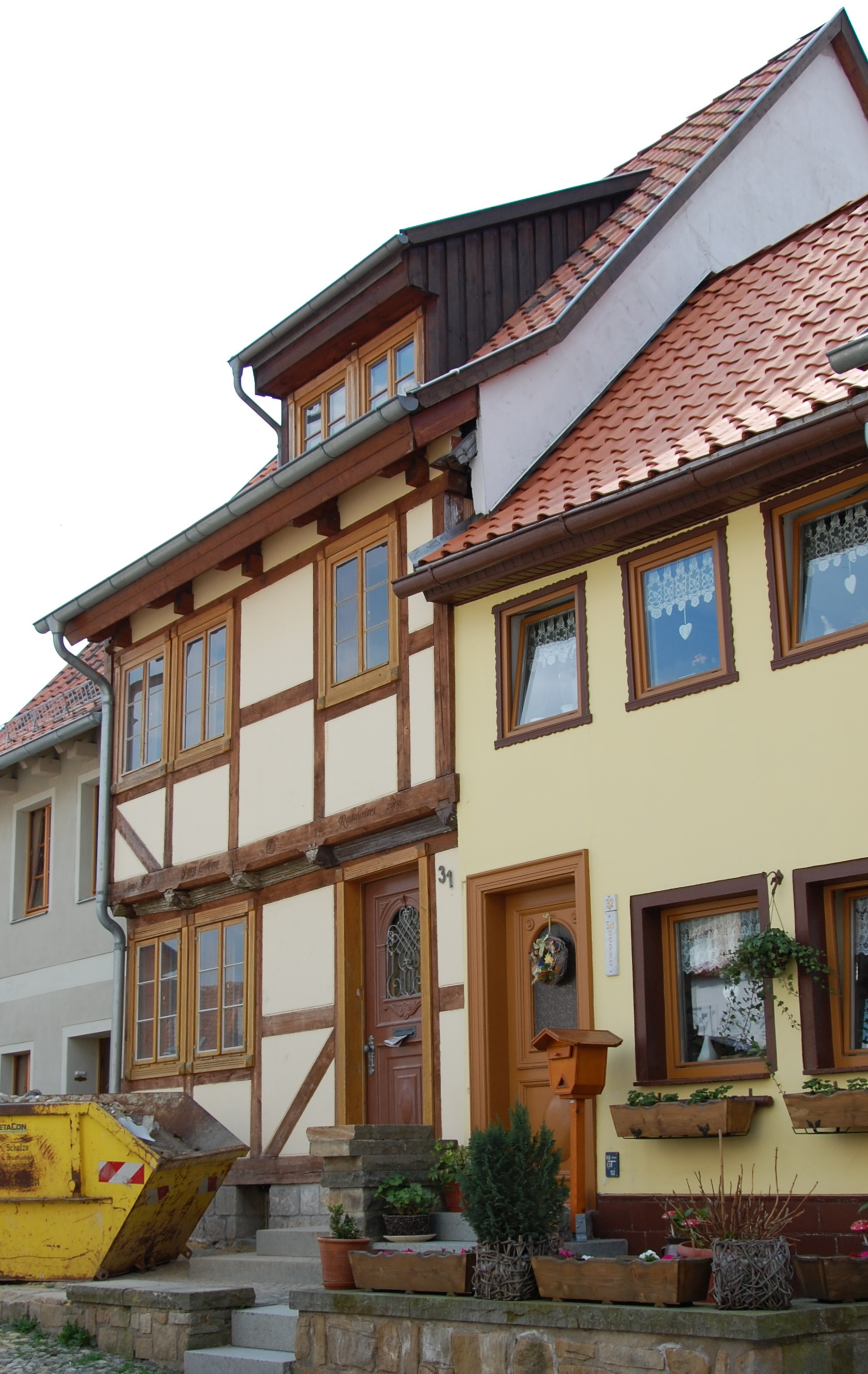
Haus Münzenberg 31

Das Haus Münzenberg 31 ist ein denkmalgeschütztes Gebäude in der Stadt Quedlinburg in Sachsen-Anhalt.

## Lage
Es befindet sich im denkmalgeschützten Stadtviertel Münzenberg westlich der historischen Quedlinburger Altstadt. Es gehört zum UNESCO-Weltkulturerbe und ist im Quedlinburger Denkmalverzeichnis als Wohnhaus eingetragen.

## Architektur und Geschichte
Das zweigeschossige Fachwerkhaus wurde in der Zeit um das Jahr 1700 errichtet. Die Fachwerkfassade des Hauses ist stärker verziert als es im Gebiet des Münzenbergs sonst üblich ist. So finden sich Pyramidenbalkenköpfe und profilierte Füllhölzer. Bedeckt ist das Gebäude von einem steilen Dach.
Bei einem Brand des Nachbarhauses Münzenberg 30 wurde das Gebäude beschädigt, in der folgenden Zeit jedoch wieder instand gesetzt.